# فوك لازوفيتش
فوك لازوفيتش مواليد 10 مارس 1988 في بلغراد، هو لاعب كرة يد مونتينيغري يلعب كمحور. مثل منتخب الجبل الأسود لكرة اليد.

## سجل المنافسة
شارك في البطولات التالية:
- بطولة أوروبا لكرة اليد للرجال 2016

## روابط خارجية
- فوك لازوفيتش على موقع الاتحاد الأوروبي لكرة اليد (الإنجليزية)